# Hemistola malachitaria
Hemistola malachitaria är en fjärilsart som beskrevs av Louis Beethoven Prout 1917. Hemistola malachitaria ingår i släktet Hemistola och familjen mätare. Inga underarter finns listade i Catalogue of Life.